# Ronnie Lane
Ronald Frederick Lane uměleckým jménem Ronnie Lane (1. dubna 1946 Londýn – 4. června 1997 Trinidad, Colorado) byl anglický hudebník, skladatel a producent, který se proslavil zejména jako baskytarista a zakládající člen dvou předních anglických rock and rollových skupin Small Faces a Faces.

## Diskografie

### Small Faces
Studiová alba
- Small Faces (1966)
- Small Faces (1967)
- Ogdens' Nut Gone Flake (1968)

### Faces
Studiová alba
- First Step (1970)
- Long Player (1971)
- A Nod Is as Good as a Wink... to a Blind Horse (1971)
- Ooh La La (1973)

### Sólová diskografie

#### Studiová alba
- Anymore for Anymore (1974) UK No. 48
- Ronnie Lane's Slim Chance (1974)
- One for the Road (1976)
- See Me (1979)

#### Živá alba
- You Never Can Tell (The BBC Sessions) (1997)
- Live in Austin (2000)
- Rocket 69 (Live on German TV) (2001)

#### Kompilace
- Kuschty Rye (The Singles 1973–1980) (1997)
- Tin and Tambourine (1999)
- April Fool (album) (1999)
- How Come (2001)
- Ain't No One Like (2003)
- Just For a Moment (2006)

### Kolaborační alba
- Happy Birthday (s Petem Townshendem) (1970)
- I Am (s Petem Townshendem) (1972)
- Mahoney's Last Stand (s Ronniem Woodem) (září 1976) Atlantic
- With Love (s Petem Townshendem) (1976)
- Rough Mix (s Petem Townshendem) (1977) US No. 45 UK#44
- The Legendary Majik Mijits (se Stevem Marriottem) (1980)
- Victory Gardens (1991) (s folkovým duem John & Mary)